# ピーター・ウィスペルウェイ

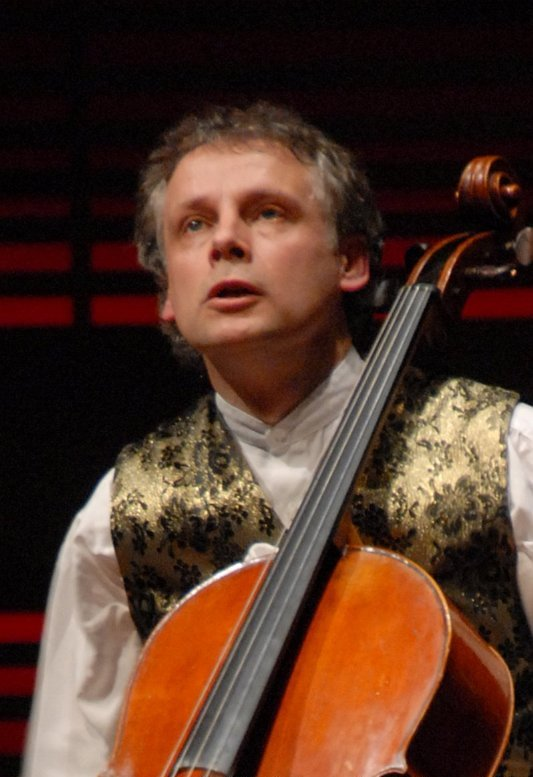
ピーター・ウィスペルウェイ

ピーター・ウィスペルウェイ（Pieter Wispelwey, 1962年9月25日 - ）は、オランダのチェロ奏者。
ハールレムの生まれ。当初ピアノを学んだが、8歳でチェロに転向し、アムステルダムでディッキー・ブーケとアンナー・ビルスマの指導を受けた。その後、アメリカでポール・カッツ、イギリスでウィリアム・プリースの薫陶を受けている。1990年にJ.S.バッハの無伴奏チェロ組曲をチャンネル・クラシック・レーベルに録音し、以後同レーベルから録音をリリースし続けている。1992年にはオランダ音楽賞を贈られるが、これはチェロ奏者としては初であった。
ロンドン、パリ、アムステルダム、ベルリン、ミラノ、シドニー、ニューヨークなど世界各国でリサイタルを開き、世界各国の主要オーケストラとも共演を重ねている。